# Pravi krapovci
Pravi krapovci (znanstveno ime Cyprinidae) so ena najštevilnejših družin sladkovodnih rib, saj obsega čez 2000 vrst in čez 200 rodov. Značilno je, da imajo vse ribe iz družine krapovcev telo pokrito z luskami in le po eno hrbtno plavut. V ostalih plavutih imajo večinoma samo mehke plavutnice. Večina ribjih vrst te družine je vsejedih, v ustih pa imajo goltne zobe. Krapovci, ki živijo na dnu vodotokov imajo pogosto okoli ust enega ali dva para »brk«, na njih pa so okuševalni organi. Ob drstitvi se številnim krapovcem po telesu pojavijo posebni izrastki, imenovani drstne bradavice, drstijo pa se večinoma v plitvinah, bodisi med rastlinjem ali pa na prodiščih. Krapovci so avtohtoni na vseh kontinentih, razen v Avstraliji, Južni Ameriki ter na Antarktiki. Ni pa jih najti tudi na Aljaski in na skrajnem severu Kanade ter na Grenlandiji.